# Jon-Helge Tveita
Jon-Helge Ødegård Tveita (Stavanger, 22 ottobre 1992) è un calciatore norvegese, centrocampista del Bryne.

## Carriera

### Club
Cresciuto nelle giovanili del Forus og Gausel, è passato successivamente allo Stavanger. Ha esordito in 1. divisjon in data 18 ottobre 2009, subentrando a Robert Stene nella vittoria casalinga per 4-2 sul Tromsdalen. Lo Stavanger è retrocesso in 2. divisjon al termine di quella stessa stagione, retrocedendo nuovamente al termine del campionato 2010.
Ad agosto 2011, Tveita è stato ingaggiato dal Viking. Ha debuttato in Eliteserien il 20 novembre successivo, sostituendo Yann-Erik de Lanlay nel pareggio casalingo per 1-1 arrivato contro lo Start. Il 27 novembre 2011 ha realizzato il primo gol nella massima divisione locale, nella sconfitta per 3-2 subita sul campo del Rosenborg.
Il 2 aprile 2013, il Viking ha ceduto Tveita al Bryne, con la formula del prestito. Il 14 aprile ha giocato la prima partita con questa maglia, venendo schierato titolare nella vittoria per 2-1 sul Fredrikstad. Il 4 maggio 2013 ha siglato i primi gol per il Bryne, mettendo a referto una doppietta nel 2-2 arrivato contro lo Stabæk.
Il 27 novembre 2015, il Sarpsborg 08 ha reso noto l'ingaggio di Tveita, valido a partire dal 1º gennaio 2016: ha firmato un contratto biennale con il nuovo club. Il 13 marzo 2016 ha esordito in squadra, sostituendo Joachim Thomassen nella sconfitta casalinga per 0-1 contro l'Haugesund. Il 15 ottobre seguente ha trovato il primo gol, nel 2-2 contro il Rosenborg.
Il 3 febbraio 2020, Tveita ha firmato un contratto triennale con il Brann. Il 12 luglio seguente ha giocato la prima partita con questa casacca, subentrando a Taijo Teniste nella vittoria per 3-1 sul Sandefjord. Il 10 agosto ha siglato il primo gol, contribuendo al successo per 1-2 arrivato in casa del Molde.
Il 2 agosto 2021 è stato reso noto il suo passaggio allo Start, a cui si è legato fino al 31 dicembre 2023.
Il 19 febbraio 2024 ha fatto ritorno al Bryne, firmando un contratto biennale.

### Nazionale
Tveita conta 2 presenze per la Norvegia under 21. Ha debuttato il 5 giugno 2013, sostituendo Gustav Wikheim nella vittoria per 2-0 contro la Finlandia, in amichevole.

## Statistiche

### Presenze e reti nei club
Statistiche aggiornate al 19 febbraio 2024.
| Stagione            | Club                | Campionato          | Campionato | Campionato | Coppe nazionali | Coppe nazionali | Coppe nazionali | Coppe continentali | Coppe continentali | Coppe continentali | Supercoppe | Supercoppe | Supercoppe | Totale | Totale |
| Stagione            | Club                | Comp                | Pres       | Reti       | Comp            | Pres            | Reti            | Comp               | Pres               | Reti               | Comp       | Pres       | Reti       | Pres   | Reti   |
| ------------------- | ------------------- | ------------------- | ---------- | ---------- | --------------- | --------------- | --------------- | ------------------ | ------------------ | ------------------ | ---------- | ---------- | ---------- | ------ | ------ |
| 2009                | Stavanger           | 1D                  | 2          | 0          | CN              | 0               | 0               | -                  | -                  | -                  | -          | -          | -          | 2      | 0      |
| 2010                | Stavanger           | 2D                  | ?          | ?          | CN              | ?               | ?               | -                  | -                  | -                  | -          | -          | -          | ?      | ?      |
| gen.-ago. 2011      | Stavanger           | 3D                  | ?          | ?          | CN              | ?               | ?               | -                  | -                  | -                  | -          | -          | -          | ?      | ?      |
| Totale Stavanger    | Totale Stavanger    | Totale Stavanger    | 2+         | 0+         |                 | ?               | ?               |                    | -                  | -                  |            | -          | -          | 2+     | 0+     |
| ago.-dic. 2011      | Viking              | ES                  | 2          | 1          | CN              | -               | -               | -                  | -                  | -                  | -          | -          | -          | 2      | 1      |
| 2012                | Viking              | ES                  | 14         | 0          | CN              | 3               | 0               | -                  | -                  | -                  | -          | -          | -          | 17     | 0      |
| gen.-apr. 2013      | Viking              | ES                  | 0          | 0          | CN              | 0               | 0               | -                  | -                  | -                  | -          | -          | -          | 0      | 0      |
| Totale Viking       | Totale Viking       | Totale Viking       | 16         | 1          |                 | 3               | 0               |                    | -                  | -                  |            | -          | -          | 19     | 1      |
| apr.-dic. 2013      | Bryne               | 1D                  | 30         | 4          | CN              | 4               | 1               | -                  | -                  | -                  | -          | -          | -          | 34     | 5      |
| 2014                | Bryne               | 1D                  | 30         | 8          | CN              | 2               | 0               | -                  | -                  | -                  | -          | -          | -          | 32     | 8      |
| 2015                | Bryne               | 1D                  | 30         | 5          | CN              | 2               | 1               | -                  | -                  | -                  | -          | -          | -          | 32     | 6      |
| 2016                | Sarpsborg 08        | ES                  | 29         | 1          | CN              | 5               | 0               | -                  | -                  | -                  | -          | -          | -          | 34     | 1      |
| 2017                | Sarpsborg 08        | ES                  | 17         | 0          | CN              | 2               | 0               | -                  | -                  | -                  | -          | -          | -          | 19     | 0      |
| 2018                | Sarpsborg 08        | ES                  | 25         | 1          | CN              | 1               | 0               | UEL                | 12                 | 0                  | -          | -          | -          | 38     | 1      |
| 2019                | Sarpsborg 08        | ES                  | 9          | 0          | CN              | 0               | 0               | -                  | -                  | -                  | -          | -          | -          | 9      | 0      |
| Totale Sarpsborg 08 | Totale Sarpsborg 08 | Totale Sarpsborg 08 | 80         | 2          |                 | 8               | 0               |                    | 12                 | 0                  |            | -          | -          | 100    | 2      |
| 2020                | Brann               | ES                  | 20         | 2          | -               | -               | -               | -                  | -                  | -                  | -          | -          | -          | 20     | 2      |
| gen.-ago. 2021      | Brann               | ES                  | 7          | 1          | CN              | 1               | 0               | -                  | -                  | -                  | -          | -          | -          | 8      | 1      |
| Totale Brann        | Totale Brann        | Totale Brann        | 27         | 3          |                 | 1               | 0               |                    | -                  | -                  |            | -          | -          | 28     | 3      |
| ago.-dic. 2021      | Start               | 1D                  | 16         | 2          | CN              | 1               | 0               | -                  | -                  | -                  | -          | -          | -          | 17     | 2      |
| 2022                | Start               | 1D                  | 4          | 0          | CN              | 2               | 1               | -                  | -                  | -                  | -          | -          | -          | 6      | 1      |
| 2023                | Start               | 1D                  | 2          | 0          | CN              | 0               | 0               | -                  | -                  | -                  | -          | -          | -          | 2      | 0      |
| Totale Start        | Totale Start        | Totale Start        | 22         | 2          |                 | 3               | 1               |                    | -                  | -                  |            | -          | -          | 25     | 3      |
| 2024                | Bryne               | 1D                  | 0          | 0          | CN              | 0               | 0               | -                  | -                  | -                  | -          | -          | -          | 0      | 0      |
| Totale Bryne        | Totale Bryne        | Totale Bryne        | 90         | 17         |                 | 8               | 2               |                    | -                  | -                  |            | -          | -          | 98     | 19     |
| Totale              | Totale              | Totale              | 237+       | 25+        |                 | 23+             | 3+              |                    | 12                 | 0                  |            | -          | -          | 272+   | 28+    |